# العلاقات الكونغوية الدومينيكية
العلاقات الكونغولية الدومينيكية هي العلاقات الثنائية التي تجمع بين جمهورية الكونغو ودومينيكا.

## مقارنة بين البلدين
هذه مقارنة عامة ومرجعية للدولتين:
| وجه المقارنة                                              | [[تصنيف:صفحات تستخدم رمز علم غير موجود\|]] جمهورية الكونغو | دومينيكا              |
| --------------------------------------------------------- | ---------------------------------------------------------- | --------------------- |
| المساحة (كم2)                                             | 342.00 ألف                                                 | 751                   |
| عدد السكان (نسمة)                                         | 5.26 مليون                                                 | 73.92 ألف             |
| الكثافة السكانية (ن./كم²)                                 | 15.38                                                      | 9.84 ألف              |
| العاصمة                                                   | برازافيل                                                   | روسو                  |
| اللغة الرسمية                                             | لغة فرنسية                                                 | لغة إنجليزية          |
| العملة                                                    | فرنك وسط أفريقي                                            | دولار شرق الكاريبي    |
| الناتج المحلي الإجمالي (بليون دولار)                      | 8.72 مليار                                                 | 562.54 مليون          |
| الناتج المحلي الإجمالي (تعادل القوة الشرائية) بليون دولار | 29.48 مليار                                                | 789.63 مليون          |
| الناتج المحلي الإجمالي الاسمي للفرد دولار أمريكي          | 1.85 ألف                                                   | 7.12 ألف              |
| الناتج المحلي الإجمالي للفرد دولار أمريكي                 |                                                            | 10.88 ألف             |
| مؤشر التنمية البشرية                                      | 0.591                                                      | 0.724                 |
| رمز المكالمات الدولي                                      | +242                                                       | +1767                 |
| رمز الإنترنت                                              | .cg                                                        | .dm                   |
| المنطقة الزمنية                                           | ت ع م+01:00                                                | 00، توقيت أطلنطي موحد |

## منظمات دولية مشتركة
يشترك البلدان في عضوية مجموعة من المنظمات الدولية، منها:
| علم المنظمة | اسم المنظمة                                 | تاريخ انضمام جمهورية الكونغو | تاريخ انضمام دومينيكا |
| ----------- | ------------------------------------------- | ---------------------------- | --------------------- |
|             | البنك الدولي للإنشاء والتعمير               | 10 يوليو 1963                | 29 سبتمبر 1980        |
|             | يونسكو                                      | 24 أكتوبر 1960               | 9 يناير 1979          |
|             | منظمة التجارة العالمية                      | ?                            | ?                     |
|             | وكالة ضمان الاستثمار متعدد الأطراف          | 16 أكتوبر 1991               | 7 أكتوبر 1991         |
|             | منظمة الشرطة الجنائية الدولية               | ?                            | ?                     |
|             | مؤسسة التمويل الدولية                       | 1 أكتوبر 1980                | 29 سبتمبر 1980        |
|             | الأمم المتحدة                               | 20 سبتمبر 1960               | 18 ديسمبر 1978        |
|             | مجموعة دول أفريقيا والكاريبي والمحيط الهادئ | ?                            | ?                     |
|             | مؤسسة التنمية الدولية                       | 8 نوفمبر 1963                | 29 سبتمبر 1980        |
|             | منظمة حظر الأسلحة الكيميائية                | ?                            | ?                     |